# Galge
En galge er et stativ til at henrette forbrydere ved hængning. Det var i middelalderen en almindelig anvendt henrettelsesmetode.
Galger kan have forskellige udformninger: den enkleste (som man kender fra spillet "Hangman") er et omvendt «L» , en lodret bjælke med en kortere, horisontal bjælke på toppen, hvor rebet med løkken bliver fæstet. Den horisontale tværligger kan hvile på en bjælke i hver ende. Den kendte galge i Tyburn i London var trekantet, med tre lodrette og tre tværliggende bjælker. 24 kunne henrettes samtidigt.
Galger kunne være midlertidige eller permanente til skræk og advarsel. Gamle bybilleder viser dem på synlige steder i byerne, ofte nær slotte eller retsbygninger, og på torve eller pladser så almuen kunne samles og se henrettelserne.
Oprindeligt ofredes mennesker eller dyr til guderne i et højt træ.
Ifølge Tacitus (Germania, kap. 12) hængte man overløbere og landsforrædere. I middelalderen var hængning en vanærende straf, som overgik tyve.
Uden for flere danske byer findes en galgebakke som i Gammel Rye, Tømmerup og Sorø.
I dag bruges galge ved henrettelser i blandt andet afrikanske og asiatiske lande som Egypten, Iran, Irak, Japan, Kuwait, Malaysia og Singapore.

## Etymologi
Ordet galge stammer fra protogermansk, hvor man har rekonstrueret formen *galg- i betydningen pæl eller træ. Ved middelalderens begyndelse betød ordet på de fleste germanske sprog også Kristi kors – på gotisk havde galga alene denne betydning.

## Afledt betydning
Galge bruges også om en midlertidig trækonstruktion, der skal bære de rettesnore, som styrer arbejdet med det korrekte "smig" (bagfald) på en tørmur, en skråning eller en åbrink.